# Cannaiola (frazione)
Cannaiola è una frazione del comune di Trevi, in provincia di Perugia, situata a 55 km dal capoluogo.
Il paesino si trova in pianura ed è importante per avere un Santuario dedicato al Beato Pietro Bonilli. A Giugno si tiene nelle campagne l'Antifestival, una festa dove si suona musica rock e molto frequentata soprattutto dai giovani. A Luglio invece c'è la Festa della Trebbiatura, e alla sera ci sono serate danzanti sia per giovani che per anziani. Verso la metà di Luglio, in una domenica pomeriggio c'è la rievocazione storica della Trebbiatura, dato che, essendo in pianura, Cannaiola aveva un passato contadino. Cannaiola ha inoltre un monumento importante: Il Santuario del Beato Pietro Bonilli. Inizialmente intitolata a San Marice, la cui statua è all'interno della chiesa, è stata poi dedicata al Beato Pietro Bonilli in quanto è stato parroco per 34 anni e ha dato assistenza alle bambine senza genitori o bisognose grazie alle Suore della Sacra Famiglia.